# Angelo Quaglio le jeune

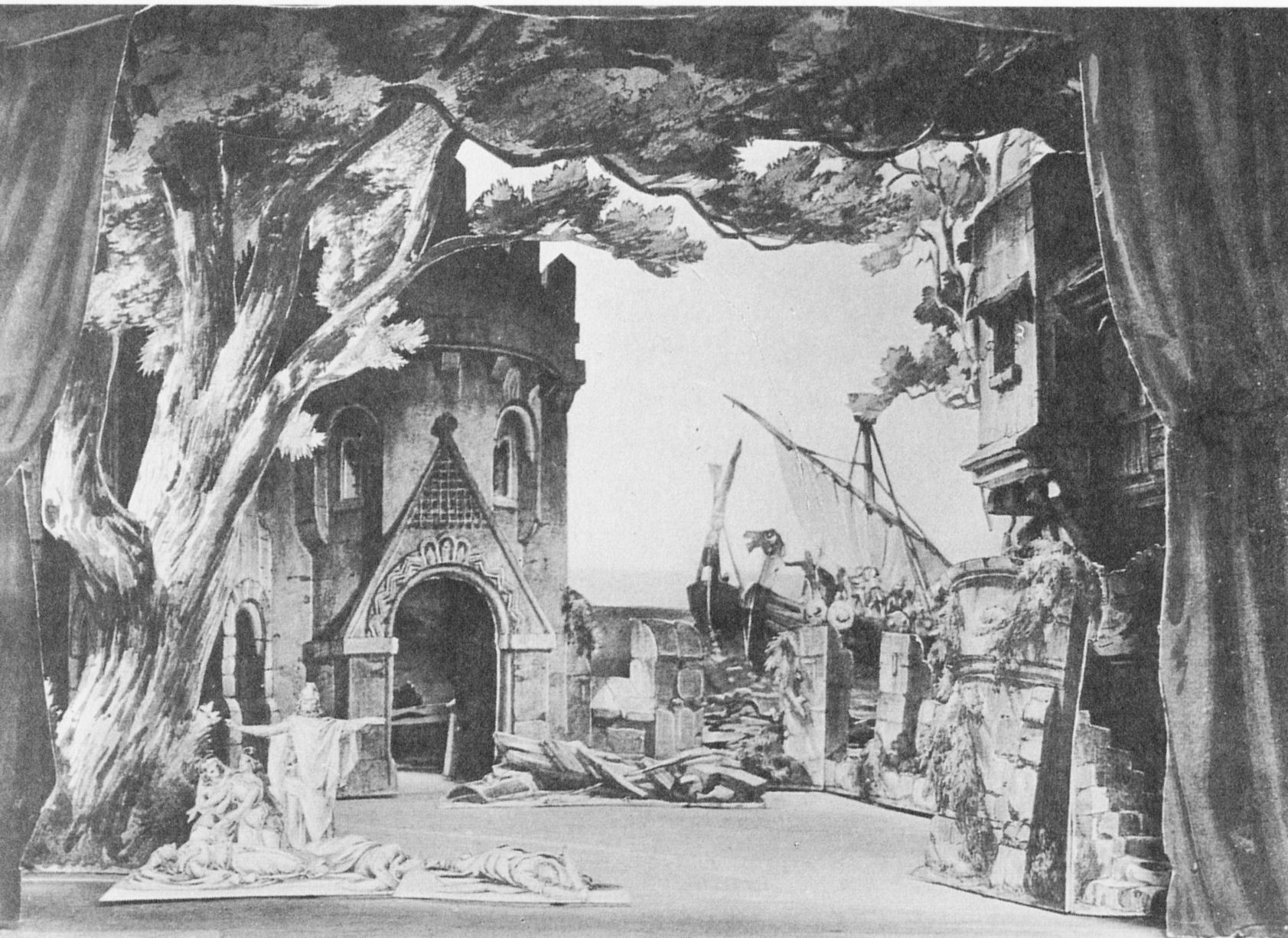
Décor pour Tristan et Isolde de Richard Wagner

Angelo Quaglio le jeune ou Angelo Quaglio II, né le 13 décembre 1829 à Munich et mort le 5 janvier 1890 dans la même ville, est un scénographe allemand d'origine italienne. Il travaille principalement à Munich et assiste Richard Wagner lors de la création d'un certain nombre de ses œuvres.

## Biographie
Angelo Quaglio le jeune naît le 13 décembre 1829 à Munich,.
Élève de son père Simon, il continue ses études à Berlin et à Paris. Il peint les décors pour les opéras de Wagner et la plupart des pièces classiques jouées dans les théâtres allemand de son époque.
Il meurt le 5 janvier 1890 dans sa ville natale,.

### Famille
Angelo fait partie de la famille italienne d'artistes Quaglio, active dans les états allemands, et originaire du village de Laino, entre le lac de Côme et le lac de Lugano. Simon Quaglio (1795-1878) est un scénographe allemand. Il travaille principalement à Munich et est l'un des premiers concepteurs à utiliser des décors construits plutôt que des appartements peints. Il conçoit plus de 100 productions au cours de sa carrière. Le père de Simon, Giuseppe Quaglio (1747-1828), pratique la peinture de scènes à Mannheim, Francfort et Ludwigsburg. Le frère de Simon, Angelo Quaglio l'Ancien (1778-1815), est architecte et peintre. Il conçoit et peint des paysages et des tableaux d'architecture pour l'œuvre de Sulpiz Boisserée sur la cathédrale de Cologne.